# 9082 Leonardmartin
9082 Leonardmartin este un asteroid care intersectează orbita planetei Marte.

## Descriere
9082 Leonardmartin este un asteroid care intersectează orbita planetei Marte. Asteroidul prezintă o orbită caracterizată de o semiaxă mare de 2,74 ua, o excentricitate de 0,43 și o înclinație de 30,3° în raport cu ecliptica.